# Ioana Ginghină
Ioana Ginghină, née le 21 septembre 1977 à Copșa Mică, dans le județ de Sibiu en Transylvanie (Roumanie), est une actrice roumaine.

## Filmographie partielle

### Au cinéma
- 2004 : My Name Is Modesty: A Modesty Blaise Adventure : Estella
- 2007 : Îngerul necesar

### À la télévision
- 2005 : Catherine the Great (TV) : Ekaterina Vorontsova-Dashkova
- 2006 : Lacrimi de iubire (série TV) : Lili Savu
- 2006 : Iubire cu pumnul (TV) : Amanta
- 2006 : Inocenta furata (TV)
- 2006 : Pumpkinhead: Ashes to Ashes (TV) : Ellie Johnson
- 2009 : Regina (telenovela) : Zambila
- 2010 : Aniela (série TV) : Arta Belciugesco
- 2011 : Iubire si onoare (série TV) : Fatima